# Convenção-Quadro para o Controle do Tabaco
A Convenção-Quadro da OMS para o Controle do Tabaco (CQCT/OMS)  é o primeiro tratado internacional vinculante sobre saúde pública da história da Organização Mundial da Saúde. Proposto durante a 52.ª Assembleia Mundial da Saúde da OMS, em 1999, como um instrumento de resposta dos 192 países membros dessa Assembleia à crescente epidemia do tabagismo em todo o mundo.
Trata-se de um compromisso internacional pela adoção de medidas para “proteger as gerações presentes e futuras das devastadoras conseqüências sanitárias, sociais, ambientais e econômicas geradas pelo consumo e pela exposição à fumaça do  tabaco", conforme definido no artigo 3º do texto da Convenção.
A cada dois anos ocorre a Conferência das Partes, instância deliberativa da Convenção-Quadro, na qual se reúnem todos os Estados-Parte da CQCT/OMS através de seus representantes e delegações para discutir e aprovar procedimentos para a implementação do tratado.[carece de fontes?]
A Convenção-Quadro contém iniciativas para proibir a propaganda; promover a educação e conscientização da população; proibir o fumo em ambientes fechados; controlar o mercado ilegal de cigarros; oferta de tratamento para a dependência da nicotina; inserção de mensagens de advertências sanitárias fortes e contundentes nas embalagens dos produtos de tabaco; regulação dos produtos de tabaco quanto aos seus conteúdos e emissões, entre outras.[carece de fontes?]
Cabe à Comissão Nacional para Implementação da Convenção-Quadro para o Controle do Tabaco (Conicq) articular a organização e implementação de uma agenda governamental intersetorial para o cumprimento das obrigações previstas no tratado.

## História da elaboração da convenção
Em maio de 2000, a 53ª Assembleia Mundial de Saúde criou o Órgão de Negociação Intergovernamental (ONI), que ficou responsável por conduzir o processo de elaboração e negociação do texto do tratado.[carece de fontes?]
O Brasil teve protagonismo na negociação do texto, pois na primeira reunião do ONI no ano 2000, o embaixador Celso Amorim, representante do Brasil nas Nações Unidas, foi eleito presidente deste órgão negociador, o qual presidiu também na segunda e terceira sessões. A primeira versão do texto do tratado surgiu em abril de 2001 e foi discutida e negociada até maio de 2003, quando, já sob a presidência do também brasileiro embaixador Luiz Felipe de Seixas Corrêa, o texto foi aprovado pelo ONI e submetido à 56ª Assembleia Mundial de Saúde, que decidiu pela sua adoção por unanimidade.
A CQCT/OMS entrou em vigor em 27 de fevereiro de 2005, noventa dias após a quadragésima ratificação, conforme estabelecido no artigo 36 do seu texto, que exige que 40 países ratifiquem o tratado para que este entre em vigor.  Desde então é o tratado que agregou o maior número de adesões na história da Organização das Nações Unidas.

## Estrutura

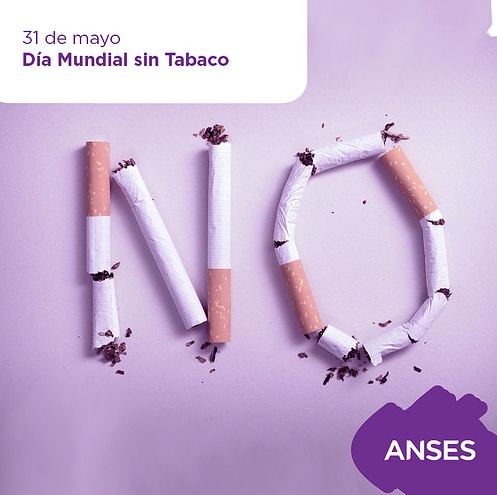
Cartaz do Dia Mundial sem Tabaco, ação do Governo Argentino contra o uso do cigarro.

Os princípios norteadores da Convenção-Quadro, expressos no seu artigo 4º, reforçam:[carece de fontes?]
- o direito das pessoas à informação sobre a gravidade dos riscos decorrentes do consumo de tabaco;
- o direito de acesso aos mecanismos de prevenção à iniciação e de apoio para cessação de fumar;
- além da proteção de toda pessoa contra a exposição involuntária à fumaça do tabaco.

A partir desses princípios, a Convenção-Quadro estabelece medidas centrais voltadas para a redução da demanda e para a redução da oferta de produtos de tabaco. As medidas de redução de demanda estão contidas nos artigos 6 a 14 e são:
- Medidas relacionadas a preços e impostos para reduzir a demanda de tabaco (artigo 6º); [1][7][8]
- Medidas não relacionadas a preços para reduzir a demanda de tabaco (artigo 7º); [1]
- Proteção contra a exposição à fumaça do tabaco (artigo 8º); [1][9][10]
- Regulamentação do conteúdo dos produtos de tabaco (artigo 9º); [1][11][12]
- Regulamentação da divulgação das informações sobre os produtos de tabaco (artigo 10); [1][12]
- Embalagem e etiquetagem de produtos de tabaco (artigo 11); [1][13][14]
- Educação, comunicação, treinamento e conscientização do público (artigo 12); [1][15]
- Publicidade, promoção e patrocínio do tabaco (artigo 13); [1][16]
- Medidas de redução de demanda relativas à dependência e ao abandono do tabaco (artigo 14).[1][17]

Já as medidas de redução da oferta na CQCT estão contidas nos artigos 15-17 e são:
- Comércio ilícito de produtos de tabaco (artigo 15); [1][18][19]
- Venda a menores de idade ou por eles (artigo 16); [1]
- Apoio a atividades alternativas economicamente viáveis (artigo 17). [1][20][21]

A Convenção também dispõe sobre: questões de proteção ao meio-ambiente relacionadas à produção de fumo (artigo 18); a responsabilidade penal e civil da indústria do tabaco (artigo 19); cooperação científica e técnica, intercâmbio de informação entre os países (artigos 20 a 22), e mecanismos institucionais e recursos financeiros para a sua implementação.

## Comissão Nacional para Implementação da Convenção-Quadro para o controle do tabaco (Conicq)
Quando foi criada pelo Decreto 3.136/1999 a Comissão era denominada Comissão Nacional para o Controle do Uso do Tabaco (CNCT), com o objetivo de subsidiar o Presidente do Brasil nas decisões relativas à formulação das posições brasileiras para as negociações internacionais preparatórias para o projeto da Convenção-Quadro e de seus possíveis Protocolos Complementares. [carece de fontes?]
O trabalho da Comissão no cenário nacional contribuiu para significativos avanços na política de controle do tabagismo, em diferentes áreas, como:
- a obrigatoriedade da inserção de imagens de advertência sanitária [24] nas embalagens de produtos derivados de tabaco;
- a proibição do trabalho de menor de 18 anos na produção do fumo;[carece de fontes?]
- e a proibição da utilização do crédito público do Programa Nacional de Agricultura Familiar para a produção de fumo.[carece de fontes?]

Após a aprovação da Convenção-Quadro, a CNCT, através do decreto de 1º de Agosto de 2003,  a CNCT teve o nome alterado para Comissão Nacional para Implementação da Convenção-Quadro para o Controle do Tabaco e seus protocolos,  assumindo como principais competências para o cumprimento das obrigações previstas no tratado: assessorar o governo brasileiro nas decisões relativas a formulação de políticas nacionais e na negociação e adoção de protocolos complementares; organizar e implementar a agenda governamental intersetorial; promover o desenvolvimento de estratégias, planos e programas, estudos e pesquisas; promover e facilitar a mobilização de recursos financeiros; estabelecer diálogos com instituições e entidades nacionais e internacionais; requerer, quando apropriado, cooperação e informações de órgãos governamentais competentes ou outras organizações e especialistas (artigo 2º do Decreto).
A Comissão também é responsável por representar o governo brasileiro e defender seus posicionamentos nas sessões da Conferência das Partes, nas reuniões de grupos de trabalho e de estudos estabelecidos pelos Estados Partes do Tratado e nas sessões dos órgãos de negociação de protocolos.
É presidida pelo Ministro de Estado da Saúde em exercício e conta atualmente com a participação de diversos órgãos (conforme Decreto S/Nº de 16 de março de 2012) tais como:
1. Ministério da Saúde;
2. Ministério das Relações Exteriores;
3. Ministério da Fazenda;
4. Ministério do Planejamento, Orçamento e Gestão;
5. Casa Civil da Presidência da República;
6. Ministério da Agricultura, Pecuária e Abastecimento;
7. Ministério da Justiça;
8. Ministério da Educação;
9. Ministério do Trabalho e Emprego;
10. Ministério do Desenvolvimento, Indústria e Comércio Exterior;
11. Ministério do Desenvolvimento Agrário;
12. Ministério das Comunicações;
13. Ministério do Meio Ambiente;
14. Ministério da Ciência, Tecnologia e Inovação;
15. Secretaria de Políticas para as Mulheres da Presidência da República;
16. Secretaria Nacional de Políticas sobre Drogas do Ministério da Justiça;
17. Advocacia-Geral da União; e
18. Agência Nacional de Vigilância Sanitária.

Cabe ao Instituto Nacional de Câncer o papel de Secretaria Executiva da Comissão.
São atribuições da Secretaria-Executiva da Comissão Nacional:
        I - planejar e organizar reuniões periódicas de seus integrantes;
        II - promover e facilitar o intercâmbio de informações entre organizações e órgãos competentes como meio de fortalecer a implementação nacional da Convenção-Quadro;
        II - monitorar a implementação nacional das obrigações constantes da Convenção-Quadro; e
        IV - preparar relatórios regulares das atividades da Comissão Nacional, assim como sobre a implementação das obrigações da Convenção-Quadro no país

## Histórico do Processo de ratificação da CQCT/OMS no Brasil
Em 27 de outubro de 2005, a CQCT/OMS foi formalmente ratificada no Brasil pelo Senado Federal, desde então, a implementação das medidas do tratado se tornou a Política Nacional de Controle do Tabaco. Até chegar a este momento, houve um longo processo de negociação. 
O Brasil foi o segundo país a assinar a CQCT/OMS, no entanto por ter enfrentado internamente durante dois anos um longo processo de embate com a cadeia produtiva contra o tratado, foi o 100º país a ratificar a Convenção. 
Nesse período o Senado Federal realizou inúmeras audiências públicas, o que possibilitou a desmistificação dos argumentos da indústria por representantes do governo, membros das entidades médicas e da sociedade civil. Após este processo de conscientização sobre os benefícios da Convenção-Quadro, os agricultores passaram a apoiar a ratificação da CQCT/OMS.. 
Nesta ocasião o governo federal se comprometeu – por meio de um documento assinado por seis Ministérios – a garantir a atividade dos produtores de fumo, o que foi decisivo para a ratificação do tratado. O documento foi enviado pela então Ministra-Chefe da Casa Civil,  Dilma Rousseff, ao senador Heráclito Fortes, relator da proposta na Comissão de Agricultura e Reforma Agrária, que apresentou parecer favorável ao tratado.[carece de fontes?]
Juntamente com o depósito da ratificação nas Nações Unidas, o Brasil apresentou uma declaração de interpretação do tratado. No documento, o governo manifestou os seguintes entendimentos :
- o tratado não proíbe a produção de fumo e não haveria restrições às políticas nacionais de apoio aos agricultores que se dedicam à fumicultura;
- é imperativo que a Convenção-Quadro seja um instrumento de mobilização internacional de recursos técnicos e financeiros para apoiar países em desenvolvimento a desenvolverem alternativas econômicas viáveis à produção agrícola de tabaco, como parte de suas estratégias nacionais de desenvolvimento sustentável;
- não apoiará nenhuma proposta de utilizar a CQCT como instrumento de prática discriminatória de livre comércio.

## Ver Também
- Instituto Nacional do Câncer

## Ligações Externas
- Sitio da Convenção-Quadro da OMS.
- Tobacco Free Initiative (TFI) - OMS
- Site oficial da Convenção-Quadro para o Controle do Tabaco
- Observatório da Política Nacional de Controle do Tabaco
- History of the WHO Framework Convention on Tobacco Control
- A Ratificação da Convenção-Qadro para o Controle do Tabaco pelo Brasil: Mitos e Verdades